# Myron richardsonii
Myron richardsonii (мангрова змія Річардсона) — вид змій родини гомалопсових (Homalopsidae). Мешкає в Австралії, Індонезії і Папуа Новій Гвінеї.

## Опис
Середня довжина мангрової змії Річардсона становим 40 см, максимальна — до 60 см.

## Поширення і екологія
Мангрові змії Річардсона мешкають на північному узбережжі Австралії та на південному узбережжі Нової Гвінеї. Вони живуть на мулистих мілинах та в мангрових лісах. Живородні, народжують 6 дитинчат. Живляться рибою, зокрема бичками, а також ракоподібними і голозябровими.